# Morten Solvik
Morten Solvik (oder Solvik Olsen) (* 1962 in Norwegen) ist ein in Österreich wirkender norwegisch-amerikanischer Musikwissenschaftler und Institutsdirektor des Instituts für europäische Studien (IES) in Wien.

## Leben
Solvik erwarb einen Bachelor of Arts in Musik und Geistesgeschichte an der Cornell University und sein Doktorat in Musikwissenschaft an der University of Pennsylvania. Seine Promotion  erfolgte mit einer Arbeit über Gustav Mahler, doch forschte er auch u. a. über Anton Bruckner und Franz Schubert.
Solvik lebt seit 1990 in Wien und lehrte dort an der Universität für Musik und darstellende Kunst. Er war seit 1999 federführend tätig bei der Entwicklung der Ausrichtung und Organisation des Institutes für europäische Studien in Wien.
Solvik ist im Vorstand der Internationalen Gustav Mahler Gesellschaft und im Herausgebergremium der Anton Bruckner Urtext Gesamtausgabe aktiv.

## Veröffentlichungen (Auswahl)
- Culture and the creative imagination: The genesis of Gustav Mahler's Third Symphony. Dissertation. 1992. 2 Bände.
- Lieder im geselligen Spiel. Schuberts Kosegarten-Zyklus von 1815 entschlüsselt. In: Österreichische Musikzeitschrift 53, 1998, S. 31–39.
- Finding a Context for Schubert's Kosegarten Cycle. In: Eva Badura-Skoda, Gerold W. Gruber, Walburga Litschauer, Carmen Ottner (Hrsg.): Schubert und seine Freunde. Böhlau, Wien 1999, S. 169–182.
- Mahler im Kontext, hrsg. im Auftrag der Internationalen Gustav Mahler Gesellschaft von Erich Wolfgang Partsch und Morten Solvik mit einer Einleitung von Constantin Floros. Böhlau, Wien 2011, ISBN 978-3-205-78496-8
- mit Christopher H. Gibbs (Hrsg.): Franz Schubert and his world.  University Press, Princeton 2014,  ISBN 978-0-691-16380-2; ISBN 978-0-691-16379-6
- Schubert's Kosegarten Cycle: A Liederspiel from 1815 [Buch in Vorbereitung]